# Campeonato Europeo de Tiro con Arco al Aire Libre de 2008
El XX Campeonato Europeo de Tiro con Arco al Aire Libre se celebró en la localidad de Vittel (Francia) entre el 12 y el 17 de mayo de 2008 bajo la organización de la Unión Europea y Mediterránea de Tiro con Arco (EMAU) y la Federación Francesa de Tiro con Arco.
Las competiciones se realizaron en el Stade Jean Bouloumié, del complejo deportivo Centre de Préparation Omnisports de la localidad francesa.

## Resultados

### Masculino
| Evento                            | Oro                                                       | Plata                                                            | Bronce                                                              |
| --------------------------------- | --------------------------------------------------------- | ---------------------------------------------------------------- | ------------------------------------------------------------------- |
| Arco recurvo individual (17.05)   | Balzhinima Tsyrempilov · Rusia                            | Markiyan Ivashko · Ucrania                                       | Rafał Dobrowolski · Polonia                                         |
| Arco recurvo por equipo (17.05)   | Ilario Di Buò · Marco Galiazzo · Mauro Nespoli · Italia   | Thomas Aubert Romain Girouille Jean-Charles Valladont Francia    | Pieter Custers · Wietse van Alten · Ron van der Hoff · Países Bajos |
| Arco compuesto individual (17.05) | Morgan Lundin · Suecia                                    | Dejan Sitar Eslovenia                                            | Martin Damsbo Dinamarca                                             |
| Arco compuesto por equipo (17.05) | Emiel Custers · Peter Elzinga · Rob Polman · Países Bajos | Sébastien Brasseur Pierre-Julien Deloche Dominique Genet Francia | Magnus Carlsson · Morgan Lundin · Anders Malm · Suecia              |

### Femenino
| Evento                            | Oro                                                                     | Plata                                                         | Bronce                                                            |
| --------------------------------- | ----------------------------------------------------------------------- | ------------------------------------------------------------- | ----------------------------------------------------------------- |
| Arco recurvo individual (17.05)   | Bérengère Schuh Francia                                                 | Naomi Folkard Reino Unido                                     | Pia Lionetti · Italia                                             |
| Arco recurvo por equipo (17.05)   | Małgorzata Ćwienczek · Iwona Marcinkiewicz · Justyna Mospinek · Polonia | Anja Hitzler · Lisa Unruh · Karina Winter · Alemania          | Natalia Erdyniyeva · Yekaterina Jarjanova · Xeniya Perova · Rusia |
| Arco compuesto individual (17.05) | Aurore Trayan Francia                                                   | Camilla Sømod Dinamarca                                       | Amandine Bouillot Francia                                         |
| Arco compuesto por equipo (17.05) | Sofia Goncharova · Anna Kazantseva · Albina Loguinova · Rusia           | Inge Enthoven · Wilma Heijnen · Irina Markovic · Países Bajos | Sabrina Jagemann · Melanie Mikala · Andrea Weihe · Alemania       |

### Medallero
| Núm. | País         | Oro | Plata | Bronce | Total |
| ---- | ------------ | --- | ----- | ------ | ----- |
| 1    | Francia      | 2   | 2     | 1      | 5     |
| 2    | Rusia        | 2   | 0     | 1      | 3     |
| 3    | Países Bajos | 1   | 1     | 1      | 3     |
| 4    | Italia       | 1   | 0     | 1      | 2     |
| 4    | Polonia      | 1   | 0     | 1      | 2     |
| 4    | Suecia       | 1   | 0     | 1      | 2     |
| 7    | Alemania     | 0   | 1     | 1      | 2     |
| 7    | Dinamarca    | 0   | 1     | 1      | 2     |
| 9    | Eslovenia    | 0   | 1     | 0      | 1     |
| 9    | Reino Unido  | 0   | 1     | 0      | 1     |
| 9    | Ucrania      | 0   | 1     | 0      | 1     |
|      | TOTAL        | 8   | 8     | 8      | 24    |